# Lake Chamberlain
Der Lake Chamberlain ist ein See im Southland District der Region Southland auf der Südinsel von Neuseeland.

## Namensherkunft
Der See wurde nach C. W. Chamberlain benannt, einem frühen Erforscher des Fiordland zwischen Manapouri und dem Doubtful Sound/Patea.

## Geographie
Der Lake Chamberlain befindet sich auf einer Höhe von 711 m zwischen dem Doubtful Sound/Patea im Osten, der rund 1 km entfernt liegt, und dem Crooked Arm des Sound im Westen, dessen Entfernung rund 1,8 km misst. Mit einer Flächenausdehnung von rund 43,5 Hektar kommt der See auf eine Länge von rund 1,235 km in Südwest-Nordost-Richtung und misst an seiner breitesten Stelle rund 400 m in Nordwest-Südost-Richtung. Der Umfang des Sees beträgt rund 3 km.
Gespeist wird der Lake Chamberlain durch einige kleine wenige Gebirgsbäche. Seine Entwässerung erfolgt über einen steilen Abfluss an der östlichen Seite des Sees in den Doubtful Sound/Patea.